# (6037) 1988 EG
(6037) 1988 EG es un asteroide que forma parte de los asteroides Apolo descubierto el 12 de marzo de 1988 por Jeffrey Thomas Alu desde el Observatorio del Monte Palomar, Estados Unidos.

## Designación y nombre
Designado provisionalmente como 1988 EG. 

## Características orbitales
1988 EG está situado a una distancia media del Sol de 1,271 ua, pudiendo alejarse hasta 1,906 ua y acercarse hasta ,6358 ua. Su excentricidad es 0,499 y la inclinación orbital 3,499 grados. Emplea 523,520 días en completar una órbita alrededor del Sol.

## Características físicas
La magnitud absoluta de 1988 EG es 18,7. 